# Lingua masai
La lingua masai o maa o maasai è una lingua appartenente al gruppo delle lingue nilotiche orientali che fa parte della famiglia linguistica delle lingue nilo-sahariane, parlata dai Masai nel Sud del Kenya e nel Nord della Tanzania. Si stima che il numero di locutori sia tra i 500.000 ed i 1.300.000. 
È simile alla lingua samburu (o sampur), parlata dai Samburu nel centro del Kenya ed alla lingua chamus, parlato a sud ed a sud-est del lago Baringo, a volte considerato come un dialetto del samburu. Il Masaï, il Samburu e lo Chamus sono storicamente apparentati e vengono designati col termine: ɔl Maa.

## Scrittura
Il masai viene scritto utilizzando l'Alfabeto latino, con o senza caratteri supplementari a seconda delle convenzioni

### Alfabeto
Secondo il dizionario di Payne e Ole-Kotikash, le lettere ed i digrafi dell'alfabeto masai sono i seguenti:
a b c d e ɛ g h i ɨ j k l m n ny ŋ o ɔ p r rr s sh t u ʉ w wu y yi 
| Alfabeto Payne & Ole-Kotikash | Alfabeto Payne & Ole-Kotikash | Alfabeto Payne & Ole-Kotikash | Alfabeto Payne & Ole-Kotikash | Alfabeto Payne & Ole-Kotikash | Alfabeto Payne & Ole-Kotikash | Alfabeto Payne & Ole-Kotikash | Alfabeto Payne & Ole-Kotikash | Alfabeto Payne & Ole-Kotikash | Alfabeto Payne & Ole-Kotikash | Alfabeto Payne & Ole-Kotikash | Alfabeto Payne & Ole-Kotikash | Alfabeto Payne & Ole-Kotikash | Alfabeto Payne & Ole-Kotikash | Alfabeto Payne & Ole-Kotikash | Alfabeto Payne & Ole-Kotikash | Alfabeto Payne & Ole-Kotikash | Alfabeto Payne & Ole-Kotikash | Alfabeto Payne & Ole-Kotikash | Alfabeto Payne & Ole-Kotikash | Alfabeto Payne & Ole-Kotikash | Alfabeto Payne & Ole-Kotikash | Alfabeto Payne & Ole-Kotikash | Alfabeto Payne & Ole-Kotikash | Alfabeto Payne & Ole-Kotikash | Alfabeto Payne & Ole-Kotikash | Alfabeto Payne & Ole-Kotikash | Alfabeto Payne & Ole-Kotikash | Alfabeto Payne & Ole-Kotikash | Alfabeto Payne & Ole-Kotikash |
| ----------------------------- | ----------------------------- | ----------------------------- | ----------------------------- | ----------------------------- | ----------------------------- | ----------------------------- | ----------------------------- | ----------------------------- | ----------------------------- | ----------------------------- | ----------------------------- | ----------------------------- | ----------------------------- | ----------------------------- | ----------------------------- | ----------------------------- | ----------------------------- | ----------------------------- | ----------------------------- | ----------------------------- | ----------------------------- | ----------------------------- | ----------------------------- | ----------------------------- | ----------------------------- | ----------------------------- | ----------------------------- | ----------------------------- | ----------------------------- |
| a                             | b                             | d                             | e                             | ɛ                             | g                             | h                             | i                             | ɨ                             | j                             | k                             | l                             | m                             | n                             | ny                            | ŋ                             | o                             | ɔ                             | p                             | r                             | rr                            | s                             | sh                            | t                             | u                             | ʉ                             | w                             | wu                            | y                             | yi                            |
| Valore fonético (API)         |                               |                               |                               |                               |                               |                               |                               |                               |                               |                               |                               |                               |                               |                               |                               |                               |                               |                               |                               |                               |                               |                               |                               |                               |                               |                               |                               |                               |                               |
| a                             | ɓ                             | d                             | e                             | ɛ                             | ɠ                             | h                             | i                             | ɪ                             | ʄ                             | k                             | l                             | m                             | n                             | ɲ                             | ŋ                             | o                             | ɔ                             | p                             | ɾ                             | ɲ                             | s                             | ʃ                             | t                             | u                             | ʊ                             | w                             | w*                            | ɪ                             | ɪ*                            |

## Esempi
| Parola             | Traduzione |
| ------------------ | ---------- |
| terra              | en-kop     |
| cielo              | shumata    |
| acqua              | enk-are    |
| fuoco              | en-kima    |
| uomo               | ol-tungani |
| donna              | en-kitok   |
| mangiare           | a-inos     |
| bere               | a-ok       |
| grande             | sapuk      |
| piccolo            | oti        |
| notte              | en-kewarie |
| giorno             | enk-olong  |
| villaggio          | boma       |
| guerriero          | morani     |
| campione           | moja       |
| pianura senza fine | serengeti  |